# آقاج
آقاج، روستایی از توابع بخش فامنین شهرستان همدان در استان همدان ایران است.

## جمعیت
این روستا در دهستان پیشخور قرار دارد و براساس سرشماری مرکز آمار ایران در سال ۱۳۸۵، جمعیت آن ۲۸۶ نفر (۷۲خانوار) بوده‌است.
محصولات کشاورزی این روستا از قبیل نخود و عدس به شهرهای دیگر از جمله همدان ارسال میشود.
حجت الاسلام و المسلمین محسن جعفری از روحانیون متولد این روستاست.